# NGC 3254
NGC 3254 ist eine Spiralgalaxie mit aktivem Galaxienkern vom Hubble-Typ Sbc im Sternbild Kleiner Löwe am Nordsternhimmel. Sie ist schätzungsweise 59 Millionen Lichtjahre von der Milchstraße entfernt und hat einen Durchmesser von etwa 80.000 Lj.
Im selben Himmelsareal befindet sich u. a. die Galaxie NGC 3265.
Das Objekt wurde am 13. März 1785 von Wilhelm Herschel entdeckt.

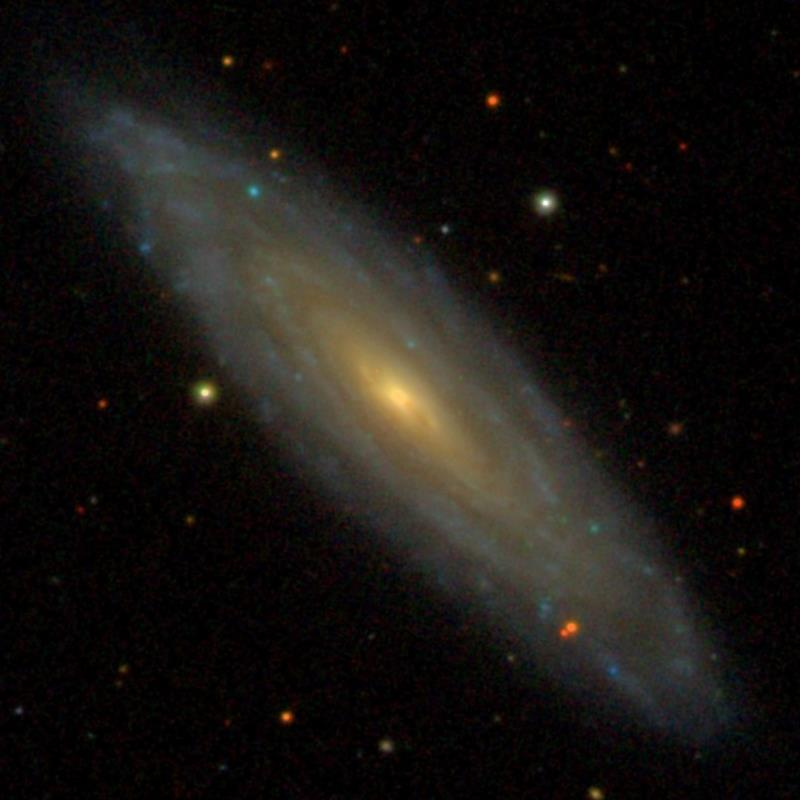
SDSS-Aufnahme

## NGC 3254-Gruppe (LGG 197)
| Galaxie   | Alternativname | Entfernung/Mio. Lj |
| --------- | -------------- | ------------------ |
| NGC 3254  | PGC 30895      | 59                 |
| NGC 3245  | PGC 30744      | 57                 |
| NGC 3265  | PGC 31029      | 57                 |
| NGC 3277  | PGC 31166      | 61                 |
| PGC 30714 | NGC 3245A      | 57                 |